# Prix Gascon-Roux
Les prix Gascon-Roux ou prix Gascon-Roux du TNM sont remis chaque année, lors d'un événement organisé par le Théâtre du Nouveau Monde et sont décernés par les abonnés de celui-ci. Ils ont été créés en 1986 lors du 35e anniversaire de la fondation du Théâtre du Nouveau Monde par le directeur artistique de l’époque, Olivier Reichenbach (1982-1992).
La cérémonie se tient en automne, avant une première théâtrale, lors de la rentrée artistique du théâtre. Les lauréats sont des artistes qui excellent ou qui se démarquent de par leur talent sur, ou derrière la scène du Théâtre du Nouveau Monde. 
Ils ont été nommés en l'honneur de deux des fondateurs et premiers directeurs artistiques du Théâtre du Nouveau Monde, les comédiens Jean Gascon (1951-1966) et Jean-Louis Roux (1966-1982).

## Saison 1986-1987
Les prix ont été remis pour la première fois le 8 octobre 1987.
- Interprétation rôle féminin - Sophie Clément : Médée dans Médée et Béatrice dans Les Deux Jumeaux vénitiens[4]
- Interprétation rôle masculin - Normand Chouinard : Les jumeaux dans Les Deux Jumeaux vénitiens et Scapin dans Les Fourberies de Scapin
- Mise en scène - Guillermo de Andrea : Les Deux Jumeaux vénitiens
- Scénographie - Paul Bussières : Les Deux Jumeaux vénitiens[5]

## Saison 1987-1988
- Interprétation rôle féminin - Markita Boies  : Puck dans Le Songe d'une nuit d'été
- Interprétation rôle masculin - Raymond Bouchard : Sganarelle dans Dom Juan[6]
- Mise en scène - Robert Lepage : Le Songe d'une nuit d’été
- Scénographie (costumes) - Mérédith Caron : Le Songe d'une nuit d'été

## Saison 1988-1989
- Interprétation rôle féminin - Geneviève Rioux : Juliette dans Roméo et Juliette
- Interprétation rôle masculin - Paul Savoie : Valmont dans Les Liaisons dangereuses
- Mise en scène - André Brassard : Les Feluettes
- Scénographie - Michel Crête : Le Roi se meurt

## Saison 1989-1990
- Interprétation rôle féminin - Marie Tifo : Sophie dans Ha, ha! ...[7]
- Interprétation rôle masculin - Rémy Girard : Galilée dans La Vie de Galilée
- Mise en scène - Robert Lepage : La Vie de Galilée
- Scénographie (décors) - Michel Crête : La Vie de Galilée

## Saison 1990-1991
- Interprétation rôle féminin - Anne Dorval : Agnès dans L'École des femmes

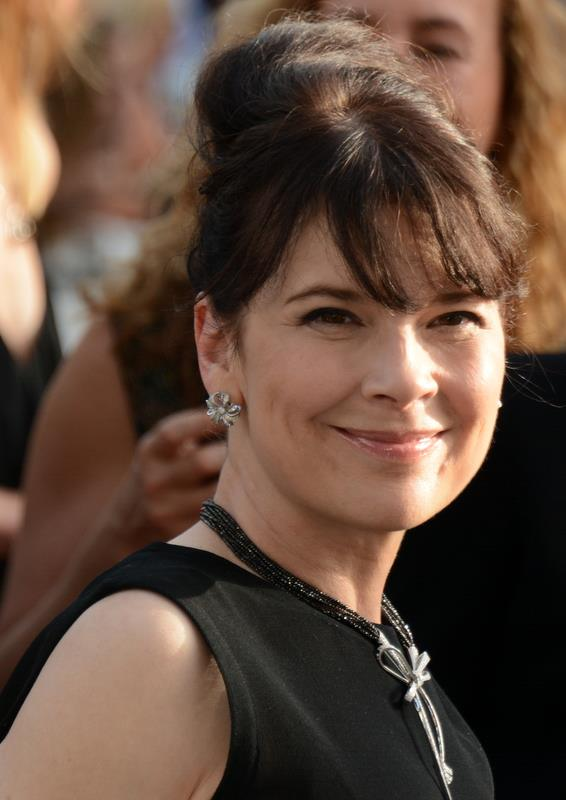
Anne Dorval, en 2015.

- Interprétation rôle masculin - Normand Chouinard : Arnolphe dans L'École des femmes et Leonardo dans La Trilogie de la villégiature
- Mise en scène - René Richard Cyr : L'École des Femmes
- Scénographie (décors) - Michel Crête : La Charge de l'orignal épormyable, Peer Gynt et On ne badine pas avec l'amour[8]

## Saison 1991-1992
- Interprétation rôle féminin - Pascale Montpetit : Ines Pérée dans Ines Pérée et Inat Tendu
- Interprétation rôle masculin - Jean-Louis Roux : Le Roi dans Le Roi Lear
- Mise en scène - André Brassard : En attendant Godot
- Scénographie (décors) - Danièle Lévesque : Ines Pérée et Inat Tendu[9]

## Saison 1992-1993
La catégorie scénographie est divisée en deux et devient conception des décors et conception des costumes.
- Interprétation rôle féminin - Monique Mercure : Hécube dans Les Troyennes
- Interprétation rôle masculin - Jean-Louis Millette : Le père dans Six personnages en quête d'auteur
- Mise en scène - Alice Ronfard : Les Troyennes
- Conception des décors[10] - Claude Goyette : Le Malentendu
- Conception des costumes - François Barbeau : Les Troyennes[11]

## Saison 1993-1994
Le prix de la conception sonore est créé.
Chacun des lauréats a reçu un bijou signé Walter Schluep et une bourse de 750 $.
- Interprétation rôle féminin - Sylvie Drapeau : Mirandoline dans La Locandiera
- Interprétation rôle masculin - Gaston Lepage : Shylock dans Le Marchand de Venise
- Mise en scène - René Richard Cyr : En pièces détachées
- Conception des décors - Guy Neveu : Le Marchand de Venise
- Conception des costumes - Jean-Yves Cadieux : La Locandiera
- Conception sonore - Silvy Grenier : La Locandiera[13]

## Saison 1994-1995
- Interprétation rôle féminin - Pascale Montpetit : Marie Steuber dans Le Temps et la Chambre
- Interprétation rôle masculin - Denis Bernard : Petruccio dans La Mégère apprivoisée
- Mise en scène - Serge Denoncourt : Le Temps et la Chambre[14]
- Conception des décors - Guillaume Lord : Le Temps et la Chambre
- Conception des costumes - Jean-Yves Cadieux : La Mégère apprivoisée
- Conception des éclairages - Michel Beaulieu : Le Temps et la Chambre
- Conception sonore - Pierre Moreau : Jeanne Dark[15]

## Saison 1995-1996
- Interprétation rôle féminin - Sylvie Drapeau : Hedda Gabler dans Hedda Gabler
- Interprétation rôle masculin - Guy Nadon : Cyrano dans Cyrano de Bergerac
- Mise en scène - Alice Ronfard : Cyrano de Bergerac
- Conception des décors - Claude Goyette : Le Voyage du couronnement
- Conception des costumes - François Barbeau : Cyrano de Bergerac
- Conception des éclairages - Michel Beaulieu : Cyrano de Bergerac
- Conception sonore - Jean Sauvageau, Marcel Brunet : Cyrano de Bergerac[16]

## Saison 1996-1997
- Interprétation rôle féminin - Annick Bergeron : Les Estivants
- Interprétation rôle masculin - Gabriel Arcand ex æquo avec Gérard Poirier : Tartuffe
- Mise en scène - Serge Denoncourt : Les Estivants[14]
- Conception des décors - Michel Goulet : Le Passage de l'Indiana
- Conception des costumes - François Barbeau : Tartuffe ex æquo avec Mérédith Caron : La vie est un songe
- Conception des éclairages - Guy Simard : Le Passage de l'Indiana
- Conception sonore - Jean Derome : La vie est un songe[17]

## Saison 1997-1998
- Interprétation rôle féminin - Markita Boies : La serva amorosa
- Interprétation rôle masculin - Normand Chouinard : Don Quichotte
- Mise en scène - Dominic Champagne : Don Quichotte
- Conception des décors - Jean Bard : Don Quichotte
- Conception des costumes - Mérédith Caron : La Serva Amorosa ex æquo avec Suzanne Harel : Don Quichotte
- Conception des éclairages - Michel Beaulieu : Don Quichotte
- Conception sonore - Pierre Benoit : Don Quichotte[18]

## Saison 1998-1999
- Interprétation rôle féminin - Pascale Montpetit : Ivulka dans Les oranges sont vertes
- Interprétation rôle masculin - Benoît Brière : Figaro dans Le Barbier de Séville
- Mise en scène- Robert Gravel : Durocher le milliardaire
- Conception des décors - Jean Bard : Durocher le milliardaire
- Conception des costumes - François Barbeau : L'Oiseau vert
- Conception des éclairages - Michel Beaulieu : Roméo et Juliette
- Conception sonore - Silvy Grenier : L’Oiseau vert[19]

## Saison 1999-2000
- Interprétation rôle féminin - Anne-Marie Cadieux : Élisabeth Ire dans Marie Stuart
- Interprétation rôle masculin -François Papineau : Ulysse dans L’Odyssée

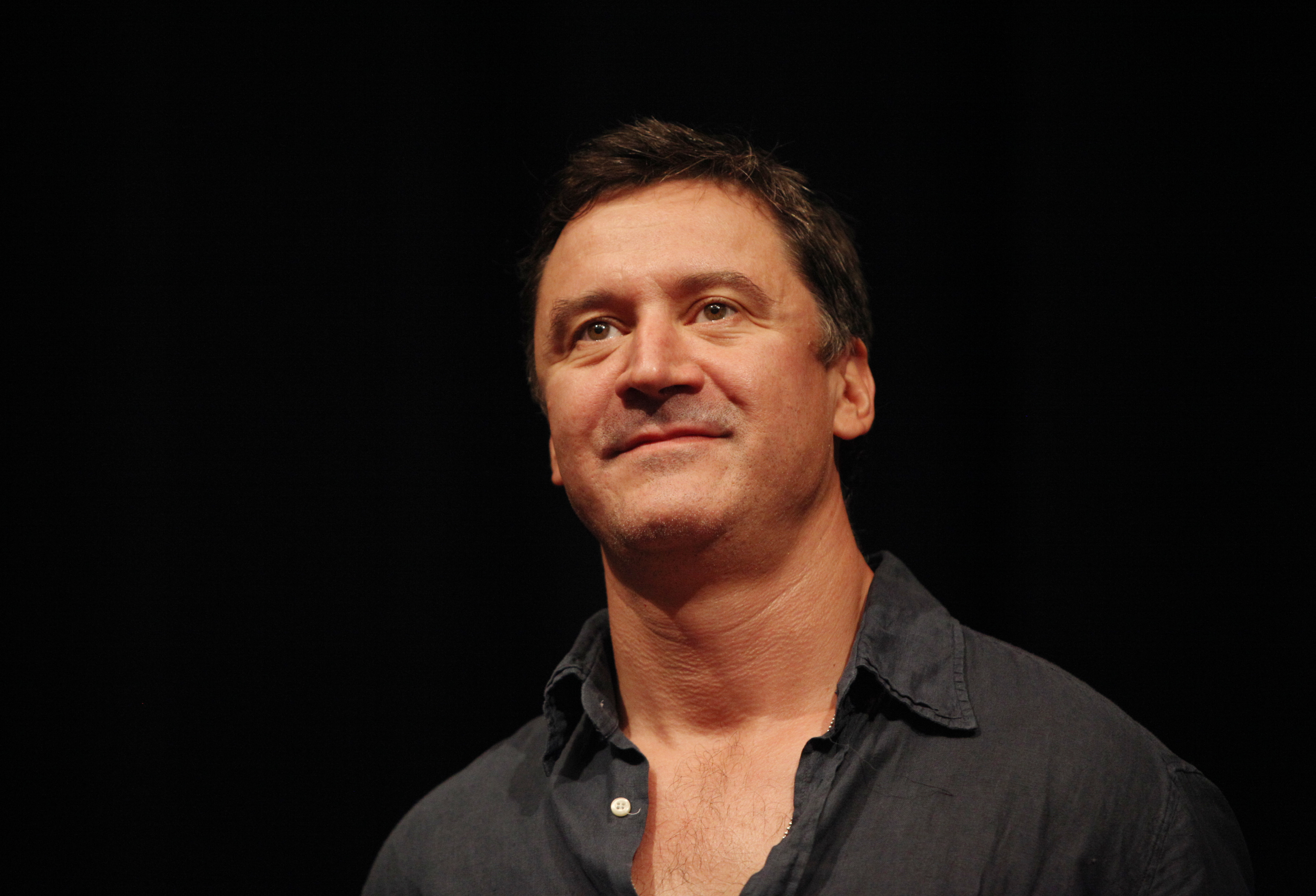
François Papineau, en 2010.

- Mise en scène - Dominic Champagne : L'Odyssée
- Conception des décors - Stéphane Roy : L'Odyssée
- Conception des costumes - Julie Charland : Marie Stuart
- Conception des éclairages - Michel Beaulieu : L'Odysée
- Conception sonore - Pierre Benoit : L'Odyssée[20]

## Saison 2000-2001
- Interprétation rôle féminin - Sylvie Drapeau : Lady Macbeth dans Macbeth
- Interprétation rôle masculin - Guy Nadon : Znorko dans Variations énigmatiques
- Mise en scène - Daniel Roussel : Variations énigmatiques
- Conception des décors - Danièle Lévesque : Dom Juan
- Conception des costumes - Mérédith Caron : Dom Juan
- Conception des éclairages - Claude Accolas : Variations énigmatiques
- Conception sonore - Michel Cusson : Macbeth[21]

## Saison 2001-2002
Les prix ont été remis le jeudi 12 septembre 2002 et plus de 1 200 abonnés ont voté pour choisir les lauréats.
Aussi, à l’occasion du cinquantenaire du théâtre, le Prix de la relève Olivier Reichenbach est créé pour souligner le talent prometteur d’un jeune artiste. Il est décerné par un jury et est assorti d’une bourse de 3 000 $.
- Interprétation rôle féminin - Marie-France Marcotte : Blanche DuBois dans Un tramway nommé Désir
- Interprétation rôle masculin - Rémy Girard : Falstaff dans Les Joyeuses Commères de Windsor
- Mise en scène - Yves Desgagnés : Les Joyeuses Commères de Windsor
- Conception des décors - Martin Ferland : Les Joyeuses Commères de Windsor
- Conception des costumes - Judy Jonker : Les Joyeuses Commères de Windsor
- Conception des éclairages - Michel Beaulieu : L'Hiver de force
- Conception sonore - Catherine Gadouas : Les Joyeuses Commères de Windsor[22]

- Prix Olivier Reichenbach - Renaud Paradis : Simple dans Les Joyeuses Commères de Windsor

## Saison 2002-2003
Les prix ont été remis le jeudi 11 septembre 2003 et environ 1 000 abonnés ont voté pour ceux-ci.
- Interprétation rôle féminin - Catherine Trudeau : Viola dans La Nuit des rois
- Interprétation rôle masculin - Yves Jacques : André et Philippe dans La Face cachée de la lune
- Mise en scène - Robert Lepage : La Face cachée de la lune
- Conception des décors - Robert Lepage : La Face cachée de la lune
- Conception des costumes - Judy Jonker : La Nuit des rois
- Conception des éclairages - Robert Lepage : La Face cachée de la lune
- Conception sonore - Laurie Anderson : La Face cachée de la lune[23]

- Prix de la relève Olivier Reichenbach - Catherine Trudeau : Viola dans La Nuit des rois

## Saison 2003-2004
Les prix ont été remis le 23 septembre 2004 et étaient accompagnés d’une bourse de 500 $ et d’une épinglette en or.
- Interprétation rôle féminin - Isabelle Blais : Ophélie dans Hamlet
- Interprétation rôle masculin - Marc Béland : Donatien Marcassilar dans L’Asile de la pureté
- Mise en scène - Normand Chouinard : L’Hôtel du libre-échange
- Conception des décors - Jean Bard : L'’Hôtel du libre-échange
- Conception des costumes - Linda Brunelle : Tristan et Iseut
- Conception des éclairages - Axel Morgenthaler : Tristan et Yseult
- Conception sonore - Walter Boudreau, Alain Lefèvre : L'Asile de la pureté[24],[25]

- Prix de la relève Olivier Reichenbach - Érick Tremblay : Léandre dans Molière en plein air

## Saison 2004-2005
Les prix ont été remis le jeudi 13 octobre 2005 et chacun des gagnants a reçu une somme de 500 $ et une épinglette en or.
- Interprétation rôle féminin - Nathalie Mallette : La savetière dans La Savetière prodigieuse ex æquo avec Macha Limonchik : Elke dans Une adoration
- Interprétation rôle masculin - Alexis Martin : Joseph K. dans Le Procès
- Mise en scène - Denise Guilbault, Michel Lemieux et Victor Pilon : La Tempête
- Conception des décors - François Séguin : Le Procès
- Conception des costumes - Mérédith Caron : La Savetière prodigieuse
- Conception des éclairages - Alain Lortie : La Tempête
- Conception sonore - Michel Smith : La Tempête[26]

- Prix de la relève Olivier Reichenbach - Benoît McGinnis : Franck dans Une adoration

## Saison 2005-2006
Les prix ont été remis le lundi 11 septembre 2006.
- Interprétation rôle féminin - Pascale Montpetit : Toinette dans Le Malade imaginaire
- Interprétation rôle masculin - Robert Lepage : Le Projet Andersen

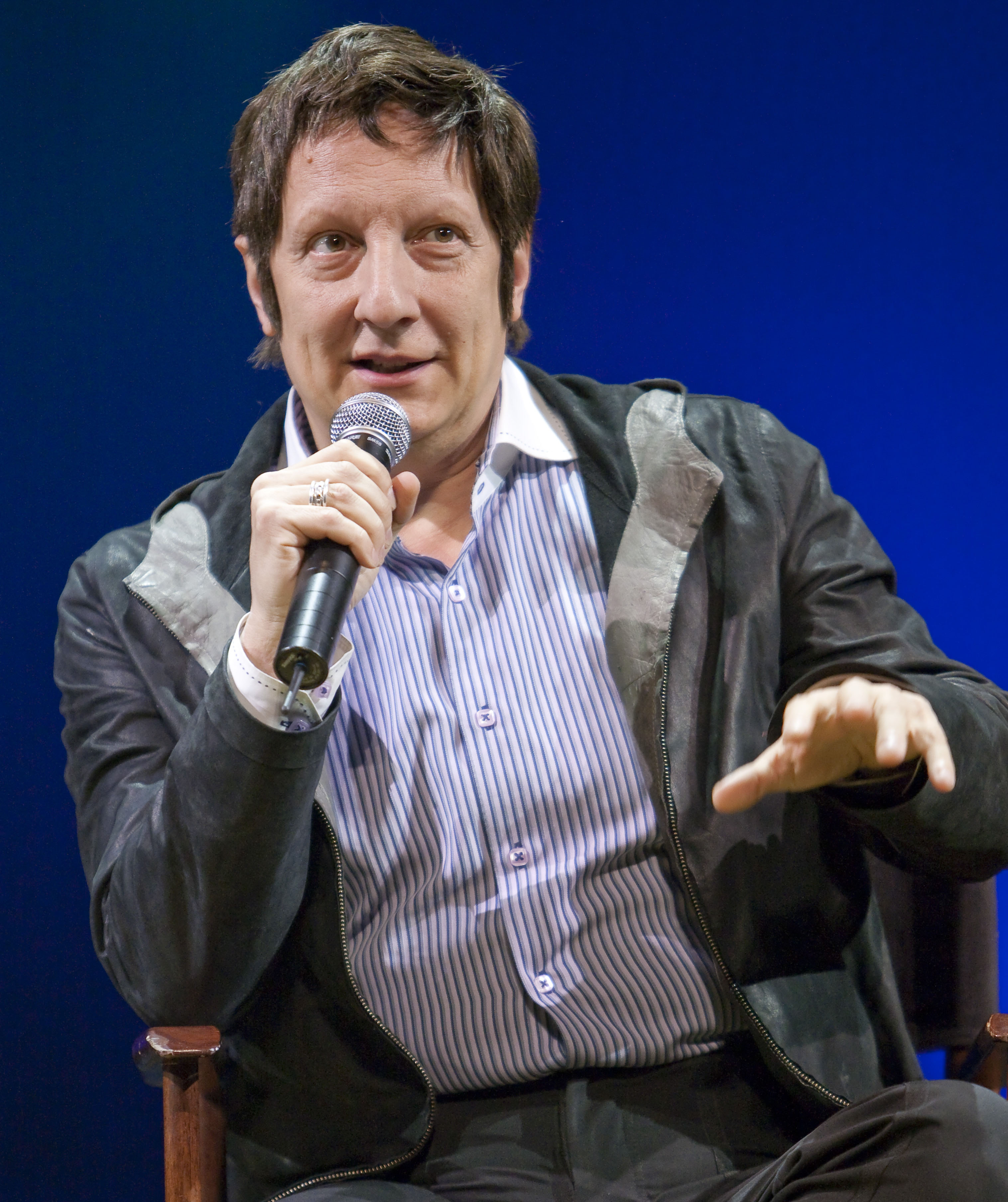
Robert Lepage, en 2010

- Mise en scène - Robert Lepage : Le Projet Andersen
- Conception des décors - Robert Lepage : Le Projet Andersen
- Conception des costumes - Marc Sénecal : Le Malade imaginaire
- Conception des éclairages - Robert Lepage : Le Projet Andersen
- Conception sonore - Jean-Sébastien Côté : Le Projet Andersen[27]

- Prix de la relève Olivier Reichenbach - Bénédicte Décary : Angélique dans Le Malade imaginaire

## Saison 2006-2007
Les prix ont été remis le jeudi 13 septembre 2007 et étaient assortis d’une bourse de 500 $ et d’une épinglette en or.
Environ 1 300 abonnés ont voté pour les lauréats des sept catégories.
- Interprétation rôle féminin - Anne-Marie Cadieux : Marguerite Gautier dans La Dame aux camélias
- Interprétation rôle masculin - Benoît Brière : Sganarelle dans Don Juan
- Mise en scène - Wajdi Mouawad : Incendies
- Conception des décors - Jean Bard : Ubu Roi
- Conception des costumes - Suzanne Harel : Ubu Roi
- Conception des éclairages - Éric Champoux : Incendies
- Conception sonore - Michel F. Côté : Incendies[28]

- Le prix de la relève Olivier Reichenbach - François-Xavier Dufour : Charles Vétheuil dans La Dame aux camélias

## Saison 2007-2008
Les prix ont été remis le jeudi 6 novembre 2008 et étaient accompagnés d'une bourse de 500 $ et d'une bouteille de champagne.
- Interprétation rôle féminin - Marie-Thérèse Fortin : Elizabeth dans Elizabeth, roi d’Angleterre
- Interprétation rôle masculin - Marc Béland : Jean dans Rhinocéros
- Mise en scène - René Richard Cyr : Elizabeth, roi d’Angleterre
- Conception des décors - Richard Lacroix : Rhinocéros
- Conception des costumes - Marc Senécal : L’Imprésario de Smyrne
- Conception des éclairages - Claude Cournoyer : La Petite Pièce en haut de l'escalier
- Conception sonore - Yves Morin : L'Impresario de Smyrne[29]

- Prix de la relève Olivier Reichenbach - Pierre-Étienne Locas : conception de décors et d'accessoires sur Elizabeth, roi d’Angleterre

## Saison 2008-2009
Les prix ont été remis le jeudi 1er octobre 2009 et étaient accompagnés d’une bourse de 500 $ ainsi que d’une bouteille de champagne.
Près de 2 000 abonnés ont voté et choisi les lauréats dans les différentes catégories.
- Interprétation rôle féminin - Marie Tifo : Marie de l'Incarnation dans La déraison d’amour
- Interprétation rôle masculin - François Papineau : Mycroft Mixeudeim dans La Charge de l'orignal épormyable
- Mise en scène - Robert Lepage : Le Dragon bleu
- Conception des décors - Michel Gauthier : Le Dragon bleu
- Conception des costumes - Suzanne Harel : Le Mariage de Figaro
- Conception des éclairages - Louis-Xavier Gagnon-Lebrun : Le Dragon bleu
- Conception sonore - Maria Bonzanigo : Nebbia[30]

- Le prix de la relève Olivier Reichenbach - Hubert Proulx : Joey dans Le Retour

## Saison 2009-2010
Les prix ont été remis le lundi 30 août 2010.
- Interprétation rôle féminin - Macha Limonchik : Béatrice dans Beaucoup de bruit pour rien
- Interprétation rôle masculin - Guy Jodoin : Monsieur Jourdain dans Le Bourgeois gentilhomme
- Mise en scène - René Richard Cyr : Beaucoup de bruit pour rien
- Conception des costumes - Judy Jonker : Le Bourgeois gentilhomme
- Conception d'éclairage - Claude Cournoyer : Huis clos
- Conception des décors - Michel Goulet : Huis clos[31]
- Conception sonore - Carol Bergeron, Tuyo : Et Vian! dans la gueule

- Prix de la relève Olivier Reichenbach - Sophie Desmarais : Héro dans Beaucoup de bruit pour rien

## Saison 2010-2011
Les prix ont été remis le lundi 29 août 2011.
À l’occasion du 60e anniversaire du théâtre, Lorraine Pintal, sa directrice artistique, a instauré une bourse à la création destinée aux auteurs.
- Interprétation rôle féminin - Anne-Marie Cadieux : Annette Reille dans Le Dieu du carnage
- Interprétation rôle masculin - Benoît McGinnis : Hamlet
- Création, conception visuelle et mise en scène - Victor Pilon et Michel Lemieux : La Belle et la Bête
- Conception des décors - Anne-Séguin Poirier : La Belle et la Bête
- Conception des éclairages - Alain Lortie : La Belle et la Bête
- Conception des costumes - Mérédith Caron : Beaucoup de bruit pour rien
- Conception sonore - Pierre Benoît : L'Opéra de quat'sous[32]

- Prix Olivier Reichenbach - Erwann Bernard : conception des éclairages sur L'Opéra de quat'sous
- Bourse à la création Jean-Louis Roux - Michel Marc Bouchard

## Saison 2011-2012
Les prix ont été remis le lundi 10 septembre 2012.
- Interprétation rôle féminin - Anne-Marie Cadieux : Sophie dans Ha ha!...
- Interprétation rôle masculin - Guy Nadon : Arnolphe dans L'École des femmes
- Mise en scène - Dominic Champagne : Ha ha!...
- Conception des costumes - Daniel Fortin : L'École des femmes
- Meilleur éclairage - Marc Parent : Le Roi Lear
- Conception du décor - Michel Crête : Ha ha!...
- Conception sonore - Bertrand Cantat, Bernard Falaise, Pascal Humbert et Alexander MacSween : Des femmes[33]

- Prix Olivier Reichenbach - Samüel Côté : Hyllos, Hémon et Oreste dans Des femmes
- Bourse à la création Jean-Louis-Roux - Suzie Bastien

## Saison 2012-2013
Les prix ont été remis le lundi 26 août 2013 et plus de 1 500 abonnés ont participé au vote.
La Bourse Jean-Pierre Ronfard, une résidence de mise en scène, est octroyée pour la première fois et est accompagnée d’un montant de 5 000 $.
- Interprétation rôle féminin - Céline Bonnier : Christine dans Christine, la reine-garçon
- Interprétation rôle. masculin - Benoît McGinnis : Béranger dans Le roi se meurt
- Mise en scène - René Richard Cyr : Le Chant de sainte Carmen de la Main
- Conception des décors - Guillaume Lord : Christine, la reine-garçon
- Conception des costumes - François Barbeau : Christine, la reine-garçon
- Conception des éclairages - Étienne Boucher : Le Chant de sainte Carmen de la Main
- Conception sonore - Daniel Bélanger : Le Chant de sainte Carmen de la Main[34]

- Prix Olivier Reichenbach - Éric Bruneau : le compte Johan Oxenstierna dans Christine, la reine-garçon
- Bourse Jean-Pierre Ronfard - Christian Lapointe

## Saison 2013-2014
Les prix ont été remis le jeudi 18 septembre 2014.
- Interprétation rôle féminin - Marie-Thérèse Fortin : Madame Irma dans Le Balcon
- Interprétation rôle masculin - Patrice Robitaille : Cyrano dans Cyrano de Bergerac
- Mise en scène - Robert Lepage : Les Aiguilles et l'Opium
- Conception des décors - Carl Fillion : Les Aiguilles et l'Opium
- Conception des costumes - François Barbeau : Cyrano de Bergerac
- Conception des éclairages - Alain Lortie : Icare
- Conception sonore - Jean-Sébastien Côté : Les Aiguilles et l'Opium[35]

- Prix Olivier Reichenbach - Marie-Pier Labrecque : la femme-cheval dans Le Balcon
- Bourse à la création Jean-Louis-Roux - Christian Bégin

## Saison 2014-2015
Les prix ont été remis le mercredi 23 septembre 2015 et étaient assortis d’une bourse de 500 $.
- Interprétation rôle féminin - Mylène St-Sauveur : Anne Frank dans Le Journal d’Anne Frank
- Interprétation rôle masculin - Sébastien Ricard : Richard dans Richard III
- Mise en scène - Hugo Bélanger : Le Tour du monde en quatre-vingts jours
- Conception des décors - Francis Fairley-Lemieux : Le Tour du monde en 80 jours
- Conception des costumes - Yso : Richard III
- Conception des éclairages - Luc Prairie : Le Tour du monde en 80 jours
- Conception sonore - Jorane : Le Journal d’Anne Frank

- Prix Olivier Reichenbach - Mylène St-Sauveur : Anne Frank dans Le Journal d’Anne Frank ex-æquo avec Anne-Élisabeth Bossé : Gwendoline dans L'Importance d'être Constant.
- Bourse Jean-Pierre Ronfard - Catherine Vidal

## Saison 2015-2016
Les prix ont été remis le lundi 19 septembre 2016.
- Interprétation rôle féminin - Anne-Marie Cadieux : Sarah Bernhardt dans La Divine Illusion
- Interprétation rôle masculin - Robert Lepage : 887
- Mise en scène - Robert Lepage : 887[36]
- Conception des costumes - François Barbeau : La Divine Illusion
- Conception des éclairages - Étienne Boucher  : Moby Dick
- Conception des décors - Robert Lepage : 887
- Conception sonore - Ludovic Bonnier : Moby Dick

- Prix Olivier Reichenbach - Philippe Thibault-Denis : D’Artagnan dans Les trois mousquetaires
- Bourse à la création Jean-Louis-Roux - Étienne Lepage

## Saison 2016-2017
Les prix ont été remis le lundi 11 septembre 2017 et plus de 2 500 abonnés ont voté pour déterminer les lauréats. 
La Bourse de l’Inclusion et de l’Équité a été remise pour la première fois lors de cette soirée. 
Les 25 ans de Lorraine Pintal à la barre du théâtre en tant que directrice artistique ont également été soulignés.
- Interprétation féminine : Isabelle Blais : Shen Té et Shui Ta dans La Bonne Âme du Se-Tchouan ex æquo avec Catherine Trudeau : Lisette dans Le Jeu de l’amour et du hasard
- Interprétation masculine : Benoît McGinnis : Caligula dans Caligula
- Mise en scène : René Richard Cyr : Caligula ex æquo avec Lorraine Pintal : La Bonne Âme du Se-Tchouan
- Conception de costume : Judy Jonker : Le Jeu de l’amour et du hasard
- Conception d’éclairage : Erwann Bernard : Caligula
- Conception de décor : Danièle Lévesque : La Bonne Âme du Se-Tchouan
- Conception musicale : Philippe Brault : La Bonne Âme du Se-Tchouan

- Prix Olivier Reichenbach - Gabriel Lemire : Benvolio dans Roméo et Juliette.
- Bourse Jean-Pierre Ronfard - Florent Siaud
- Bourse de l’Inclusion et de l’Équité - Nadine Jean

## Saison 2017-2018
Les prix ont été remis le jeudi 13 septembre 2018,.
- Interprétation féminine : Monique Mercure : La Vieille dans Les Chaises
- Interprétation masculine : Gilles Renaud : Le Vieux dans Les Chaises
- Mise en scène : René Richard Cyr : Demain matin, Montréal m'attend
- Conception de costume : Marc Sénécal : Les Fourberies de Scapin
- Conception d’éclairage : Caroline Ross : Les Chaises
- Conception de décor : Anick La Bissonnière : Les Chaises
- Conception musicale : François Dompierre : Demain matin, Montréal m'attend

- Prix Olivier Reichenbach - Marie-Andrée Lemieux : Louise Tétrault dans Demain matin, Montréal m'attend
- Bourse à la création Jean-Louis-Roux - Fanny Britt et Alexia Bürger
- Bourse inclusion et équité - Philippe Racine